# تسيبو ماسيليلا
تسيبو ماسيليلا (بالإنجليزية: Tsepo Masilela)‏ ، من مواليد 5 مايو 1985 في مبومالانجا في جنوب أفريقيا ، لاعب كرة قدم جنوب أفريقي.
يلعب مع منتخب جنوب أفريقيا لكرة القدم.
الأندية التي لعب لها:
- 2007- ماكابي حيفا
- 2003-2007 نادي بينوني بريمر 102 (10)

## روابط خارجية
- تسيبو ماسيليلا على موقع الاتحاد الدولي (مؤرشف)  (الإنجليزية)
- تسيبو ماسيليلا على موقع قاعدة بيانات كرة القدم.إي يو (الإنجليزية)
- تسيبو ماسيليلا على موقع ناشيونال فوتبول تيمز (الإنجليزية)
- تسيبو ماسيليلا على موقع Soccerway.com (الإنجليزية)
- تسيبو ماسيليلا على موقع عالم كرة القدم.نت (الإنجليزية)
- تسيبو ماسيليلا على موقع كووورة